# Universitat eclesiàstica San Dámaso
La Universitat Eclesiàstica San Dámaso (UESD) és una universitat eclesiàstica erigida per la Santa Seu a l'Arxidiòcesi de Madrid (Espanya). Imparteix formació en Filosofia, Teologia, Literatura Cristiana i Clàssica, Dret canònic i Ciències Religioses amb validesa oficial a totes les universitats. El seu nom està pres del Papa d'origen hispànic Damas I.
Es troba localitzada al carrer Jerte, al centre de Madrid, al costat de la basílica de San Francisco el Grande, els Jardins de les Vistilles i contigua al Seminari Conciliar de Madrid, on hi ha la seu de la biblioteca i de la Facultat de Literatura Cristiana i Clàssica Sant Justí. El seu lema és "Veritatis Verbum communicantes". El seu Gran Canceller és José Cobo Cano. El seu Rector és Javier María Prades López.